# Варнеке Олександр Борисович
Олександр Борисович В́арнеке (25 липня (7 серпня) 1904, Казань — не раніше 1944) — історик України, сходознавець.

## Життєпис
Народився 7 серпня 1904 р. у Казані в родині відомого мистецтвознавця та історика античної культури Бориса Варнеке. У 1910 році родина переїхала до Одеси, де Борису Варнеке було запропоновано посаду професора Імператорського Новоросійського університету.
Початкову освіту дістав дома, а середню — в одній із місцевих гімназій. У 1922—1925 роках навчався на історичному відділенні факультету професійної освіти Одеського інституту народної освіти (ОІНО), по закінченню якого вчителював у трудових школах. На початку 1927 р. подав заяву на вступ до аспірантури Одеської секції науково-дослідної кафедри історії української культури при ОІНО (керівник Михайло Слабченко), але Головне управління науковими установами Народного комісаріату освіти двічі відкладало його затвердження. У зв'язку з цим він подав заяву до науково-дослідної кафедри при Одеській центральній науковій бібліотеці і 6 грудня 1927 затверджено аспірантом цієї установи (керівник Сергій Рубінштейн).
Під час навчання в аспірантурі головним напрямком його наукових інтересів став розвиток залізничного транспорту в Україні в другій половині ХІХ ст. Попри навчання в аспірантурі наукової бібліотеки був неофіційним учнем Михайла Слабченка. Під його впливом звернув увагу на історію української економіки та економічної думки ХІХ ст., наслідком чого стали декілька опублікованих нарисів.
У 1926—1930 рр. був членом історично-етнологічного відділу Одеської філії Всеукраїнської наукової асоціації сходознавства, де аспектом наукових досліджень стала історія ногайців. На засіданнях відділу молодий дослідник виступав із доповідями «Епізод з боротьби Росії за Перські ринки», «Перехід ногайців Молочної Води до хліборобства», «Класова боротьба серед ногайців у XIX столітті». Брав участь у другому Українському з'їзді сходознавців (Харків, 1929). Наприкінці 1920-х зблизився з Михайлом Грушевським та його науковою школою, був співробітником історичних установ Української академії наук. У 1929 р. зробив доповідь в Історичній секції Всеукраїнської академії наук на тему «До історії українських міст у другій половині ХІХ ст.», а до збірки «Полуднева Україна» подав дві статті «Поява залізниць у Донбасі» і «До історії становища робітництва в Донбасі в першій половині ХІХ ст.». Брав участь у II сходознавчому з'їзді (Харків, 1929). У 1929—1930 рр. — секретар соціально-історичної секції Одеської комісії краєзнавців при УАН.
На початку 1930-х заарештований. З 1941 по 1944 р. — директор Одеської центральної міської бібліотеки. У 1943—1944 рр. — секретар відродженого Одеського товариства історії і старожитностей. На вересень 1944 р. — завідувач методичним кабінетом Одеської обласної бібліотеки імені В. І. Леніна. Подальша доля невідома.

## Праці
- Экскурсия в Одесский Историко-Археологический музей (Краеведческие задачи обществоведения) // Наша школа. — 1925. — № 3-4.
- Залізничне будівництво на Україні в 1860-х рр. // Записки Одеського наукового при Української Академії наук товариства. Секція соціально-історична. — 1927. — Вип. 1. — С. 5-22.
- До історії залізничного транспорту на Україні (За даними Одеського Архіву) // Записки історико-філологічного відділу Української Академії наук. — 1927. — Т. 11.
- Р. В. Орбінський // Записки Одеського наукового при Української Академії наук товариства. Секція соціально-історична.. — 1928. — Вип. 3. — С. 47-65.
- Українська періодична преса в Одесі 1917-1921 років // Записки Українського бібліографічного товариства в Одесі. — 1929. — Вип. 2-3. — С. 103-116.
- До історії залізничного будівництва на Україні (доповідь 18 листопада 1926 р.) // Вісник Одеської комісії краєзнавства при УАН. Секція соціально-історична. — 1929. — Вип. 4-5. — С. 14-15.
- До історії робітничого питання в Донбасі 1-ї половини ХІХ століття (доповідь 16 лютого 1928 р.) // Вісник Одеської комісії краєзнавства при УАН. Секція соціально-історична. — 1929. — Вип. 4-5. — С. 23.
- До соціяльно-економічної історії таврійських ногайців // Східний світ. — 1929. — № 3 (9). — С. 137-146.
- Клясова боротьба серед ногайців на початку XIX ст. // Східний світ. — 1930. — № 3 (12). — С. 157-162.
- Маркс-Енгельс-Ленін-Сталін про Одесу // Чорноморська комуна. — 1944. — Вересень.